# Карпов, Вениамин Петрович
Вениамин Петрович Карпов — советский хозяйственный деятель, Герой Социалистического Труда.

## Биография
Родился в 1930 году на территории современной Тверской области. Член КПСС.
В 1949—1953 годах — военнослужащий Советской армии.
В 1953—1990 годах — фрезеровщик Московского завода малолитражных автомобилей / автомобильного завода имени Ленинского комсомола (производственное объединение «Москвич») Министерства автомобильной промышленности СССР.
Указом Президиума Верховного Совета СССР от 12 апреля 1976 года присвоено звание Героя Социалистического Труда с вручением ордена Ленина и золотой медали «Серп и Молот».
Делегат XXVI съезда КПСС.
С 1990 года — персональный пенсионер союзного значения.
Умер в 1996 году в Москве.

## Награды и звания
- Герой Социалистического Труда (12.04.1976)
- Орден Ленина (05.04.1971, 12.04.1976)